# Leixões SC
Leixões Sport Club je portugalský sportovní klub, v němž nejpopulárnější je fotbalový oddíl. Sídlí ve městě Matosinhos. Založen byl roku 1907 a domácím hřištěm je stadion Estádio do Mar s kapacitou 6 800 míst.
Fotbalový klub vyhrál jednou portugalský fotbalový pohár (1960/61) a v sezóně 2001/02 postoupil do finále. 4× se klub zúčastnil evropských pohárů. Nejúspěšnější účast zaznamenal v sezóně 1961/62, kdy postoupil do čtvrtfinále Poháru vítězů pohárů.

## Úspěchy

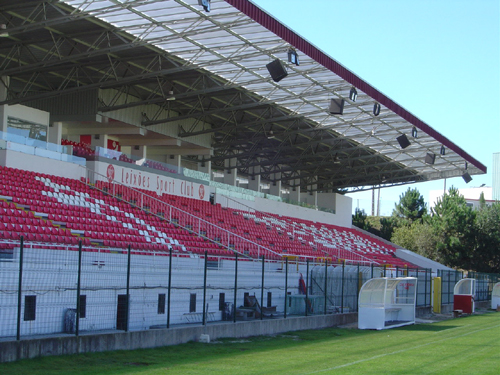
Estádio do Mar, hlavní tribuna

- 1× vítěz portugalského fotbalového poháru (1960/61)[1]
- 1× vítěz Segunda Ligy (2006/07)[2]
- 2× vítěz Segunda Divisão – Zona Norte (1937/38–Série 2, 2002/03–Zona Norte)[pozn. 1][3]